# Дённигес, Вильгельм фон
Вильгельм фон Дённигес (нем. Wilhelm von Dönniges; 13 января 1814, Колбаш — 4 января 1872, Рим) — немецкий историк и дипломат на службе королевства Бавария. Обрёл известность в 1864 году в связи с дуэлью за его дочь Елену фон Дённигес, в результате которой умер Фердинанд Лассаль.

## Биография
Дённигес изучал государственные науки и историю в университетах Бонна и Берлина. Защитил докторскую диссертацию в Берлине и продолжил свои исторические исследования под руководством Леопольда фон Ранке в Италии в 1838—1839 годах. В Турине Дённигес обнаружил книги императора Священной Римской империи Генриха VII и опубликовал их в 1839 году в Берлине. В том же году приступил к преподавательской деятельности в Берлинском университете.
В 1847 году Дённигес был приглашён на должность библиотекаря баварского кронпринца Максимилиана, с которым он познакомился ещё в середине 1840-х годов по рекомендации Ранке. В 1850 году Дённигес получил звание тайного советника посольства и в 1852—1856 годах являлся влиятельным советником короля Баварии. В конце 1856 года Дённигес поступил на дипломатическую службу Баварии и получил должность атташе, затем уполномоченного в делах Баварии в Турине при дворе будущего короля Италии Виктора Эмануэля II. В 1859—1862 годах Дённигес находился в Ницце. В 1862 году Дённигес был назначен уполномоченным по делам Баварии в Швейцарии и проживал в Женеве, с 1864 года — в Берне. В 1867 году король Баварии Людвиг II назначил Дённигеса чрезвычайным послом и уполномоченным министром в Берне. В 1869 году Дённигес возглавил чрезвычайную миссию в Мадриде, с 1870 года служил послом во Флоренции, затем в Риме.
28 августа 1864 года в лесу Каруж под Женевой состоялась дуэль между румынским князем Янко фон Раковицей и Фердинандом Лассалем. Лассаль вызвал на дуэль отца своей возлюбленной Елены фон Дённигес за то, что тот не разрешал им жениться. Поклонник Елены Раковица заменил на дуэли старого отца Елены, хотя до этого ни разу не держал в руках пистолета. Лассаль на дуэли получил ранение и умер через три дня.

## Сочинения
- Commentatio de Geographia Heroditi cum tabula orbis terrarum ex ipsius opinione. Diss., Berlin 1835.
- Acta Henrici VII. 2 Bände, Berlin 1839 (Band 1 und Band 2 digitalisiert bei der Bayerischen Staatsbibliothek, München).
- Jahrbücher unter der Herrschaft Otto’s I. Berlin 1840.
- Das deutsche Staatsrecht und die deutsche Rechtsverfassung. 1842.